# Coryphaeschna perrensi
Coryphaeschna perrensi är en trollsländeart som först beskrevs av Robert McLachlan 1887.
Coryphaeschna perrensi ingår i släktet Coryphaeschna och familjen mosaiktrollsländor. Inga underarter finns listade i Catalogue of Life.